# Liesbeth Homans
Liesbeth Homans (Wilrijk, 17 februari 1973) is een Belgisch Vlaams-nationalistisch politica voor de Nieuw-Vlaamse Alliantie (N-VA). Tussen juli en oktober 2019 was ze de achtste minister-president van Vlaanderen.

## Levensloop
Homans studeerde in 1998 af als licentiaat in de geschiedenis aan de Katholieke Universiteit Leuven, met een verhandeling over hoe de Gazet van Antwerpen zich tussen 1944 en 1963 verhield tegenover de Vlaamse kwestie, en behaalde in 1999 aan de Universiteit Antwerpen een aanvullend diploma in internationale politiek. Tijdens haar studententijd sloot ze zich aan bij de Volksunie en was ze lid van de politieke studentenvereniging KVHV. Deze periode was het begin van haar goede vertrouwensrelatie met Bart De Wever. Na de splitsing van de Volksunie en de oprichting van N-VA in 2001 werd ze lid van deze partij.
Van 1999 tot 2000 was Homans coördinator van de sportfederatie VKS Omnisport en daarna was ze 2000 tot 2004 kabinetsmedewerker van de Vlaamse ministers Johan Sauwens (2000-2001) en Paul Van Grembergen (2001-2004). Vervolgens werd ze parlementair medewerker van Bart De Wever in het Vlaams Parlement en de Kamer van volksvertegenwoordigers, een functie die ze uitoefende van 2004 tot 2009.
Bij de gemeenteraadsverkiezingen van oktober 2000 kandideerde ze in de stad Antwerpen, maar raakte niet verkozen. Bij de verkiezingen van 2006 raakte ze verkozen voor de Antwerpse provincieraad, waar ze bleef zetelen tot in 2009. Bij de regionale verkiezingen van 7 juni 2009 stond ze op de tweede plaats van de lijst na lijsttrekker Bart De Wever in de kieskring Antwerpen. Ze werd verkozen in het Vlaams Parlement en moest bijgevolg ontslag nemen als provincieraadslid. In het Vlaams Parlement was ze vast lid van de commissies Wonen, Stedelijk Beleid en Energie (2009-2014) en Leefmilieu, Natuur, Ruimtelijke Ordening en Onroerend Erfgoed (2009-2010). Van 13 juli 2010 tot begin januari 2013 werd ze door het Vlaams Parlement aangewezen als gemeenschapssenator. In de Senaat werd ze tevens als fractieleider verkozen en zetelde ze in de commissies Binnenlandse Zaken en Institutionele Aangelegenheden. Ook werd Homans bestuurder van de vzw N-VA, Vereniging van Vlaamse Mandatarissen, het Vlaams Pers-, Radio- en Televisie-Instituut (VPRTI) en het vormingscentrum Lodewijk Dosfel.
Bij de gemeenteraadsverkiezingen van oktober 2012 stond Homans op de tweede plaats op de N-VA-lijst in Antwerpen en raakte verkozen. Ze behaalde 5061 voorkeurstemmen, waarmee ze de 9de populairste politicus van de stad bleek. Haar partij werd de grootste in Antwerpen en mocht bijgevolg de burgemeester leveren. Homans werd in het nieuwe bestuur schepen van Sociale Zaken, Wonen, Diversiteit en Inburgering en werd eveneens aangesteld als OCMW-voorzitster. Ze bleef deze functies uitoefenen tot in juli 2014. Door haar mandaat van schepen diende ze ontslag te nemen uit de Senaat.
Van 2013 tot 2014 ze lid van de raad van bestuur van de Universiteit Antwerpen.
In juli 2014 werd Homans minister in de Vlaamse regering-Bourgeois, nadat ze twee maanden eerder als lijsttrekker van de N-VA in de kieskring-Antwerpen herkozen werd in het Vlaams Parlement met 163.502 voorkeurstemmen, waarbij ze sterker scoorde dan uittredend Vlaams minister-president Kris Peeters (CD&V). Ze werd in de Vlaamse regering viceminister-president en minister van Binnenlands Bestuur, Wonen en Gelijke Kansen; een zware portefeuille die aansloot bij haar eerdere bevoegdheden als schepen van Antwerpen. Dat mandaat diende ze stop te zetten en werd ze in dit mandaat opgevolgd door partijgenoot Fons Duchateau. Sindsdien is ze enkel nog gemeenteraadslid in Antwerpen. Als Vlaams volksvertegenwoordiger werd ze eind juli 2014 opgevolgd door Vera Celis.
Als Vlaams minister maakte Homans werk van een afslanking van de provincies en weigerde ze in de Brusselse Rand vier burgemeesters te benoemen die de taalfaciliteiten onvoldoende respecteerden. De lange wachtlijsten voor inburgeringscursussen kreeg ze echter onvoldoende verholpen, idem dito voor de wachtlijsten voor sociale woningen, hetgeen Homans wijdde aan de stijgende instroom van vluchtelingen tijdens de Europese vluchtelingencrisis en de daarmee gepaard gaande scheve verhouding in vraag en aanbod. Ook uitte ze de intentie om de kinderarmoede in Vlaanderen te halveren, maar zag ze die onder haar ministerschap net toenemen.
Bij de Vlaamse verkiezingen van 26 mei 2019 stond Homans op de tweede plaats van de N-VA-lijst voor de kieskring Antwerpen. Ze werd verkozen in het Vlaams Parlement met 40.480 voorkeurstemmen. Na deze verkiezingen werd Homans op 2 juli 2019 tijdelijk aangesteld als minister-president van Vlaanderen. Ze volgde in deze functie Geert Bourgeois op, die verkozen was in het Europees Parlement en hierdoor ontslag moest nemen als minister-president. Homans stond de functie van viceminister-president af aan partijgenoot Ben Weyts, maar behield haar overige ministerfuncties. Ze bleef aan als Vlaams minister-president tot de regering-Jambon gevormd werd begin oktober 2019. In die regering werd ze geen minister, maar ze werd wel voorzitter van het Vlaams Parlement.
Bij de Vlaamse verkiezingen van 9 juni 2024 bekleedde Homans de vierde plaats van de Antwerpse N-VA-lijst en werd ze met 23.772 voorkeurstemmen voor de vierde keer verkozen in het Vlaams Parlement. Bij het begin van de legislatuur 2024-2029 werd haar mandaat als parlementsvoorzitter verlengd.  In september 2024 werd bij de vorming van de nieuwe regering-Diependaele afgesproken dat Vooruit de voorzitter van het Vlaams Parlement zou leveren. De partij besloot hier echter nog even mee te wachten en deed een beroep op Homans om enkele maanden langer op post te blijven. Op 8 januari 2025 werd ze als parlementsvoorzitter opgevolgd door Freya Van den Bossche. Vervolgens werd Homans eerste ondervoorzitter van het Vlaams Parlement en ging ze zetelen in de commissie Wonen, Toerisme, Energie en Klimaat.

## Persoonlijk
Ze woont in Wilrijk, is gescheiden en moeder van twee kinderen.